# Brasile ai Giochi della XXXI Olimpiade
Il Brasile è la nazione che ha ospitato i Giochi della XXXI Olimpiade, svoltisi a Rio de Janeiro dal 5 al 21 agosto 2016.
In questa edizione il Brasile ha battuto sia il suo record di medaglie d'oro in una Olimpiade (il precedente record era di cinque ori ad Atene 2004), sia il suo record di medaglie totali vinto in una edizione dei Giochi (17 medaglie di Pechino 2008 e Londra 2012)
. Per la prima volta è stata vinta la medaglia d'oro nel pugilato (Robson Conceição nei pesi leggeri) e nel calcio (team maschile), mentre è arrivata la prima medaglia assoluta nella canoa, categoria sprint (argento per Isaquias Queiroz). Isaquias Queiroz è stato anche il atleta brasiliano a vincere tre medaglie nella stessa edizione dei Giochi (2 argenti e 1 bronzo).
La judoka Rafaela Silva è stata la prima atleta brasiliana a vincere una medaglia d'oro, mentre l'ultima medaglia d'oro è stata vinta dalla squadra maschile di pallavolo nella finale vinta contro la nazionale italiana.

## Medaglie
| Riepilogo quotidiano | Riepilogo quotidiano | Riepilogo quotidiano | Riepilogo quotidiano | Riepilogo quotidiano | Riepilogo quotidiano | Riepilogo quotidiano |
| -------------------- | -------------------- | -------------------- | -------------------- | -------------------- | -------------------- | -------------------- |
| Giorno               | Data                 |                      |                      |                      | Totale               |                      |
| 1º                   | 6                    | 0                    | 1                    | 0                    | 1                    |                      |
| 2º                   | 7                    | 0                    | 0                    | 0                    | 0                    |                      |
| 3º                   | 8                    | 1                    | 0                    | 0                    | 1                    |                      |
| 4º                   | 9                    | 0                    | 0                    | 0                    | 0                    |                      |
| 5º                   | 10                   | 0                    | 0                    | 0                    | 0                    |                      |
| 6º                   | 11                   | 0                    | 0                    | 1                    | 1                    |                      |
| 7º                   | 12                   | 0                    | 0                    | 1                    | 1                    |                      |
| 8º                   | 13                   | 0                    | 0                    | 0                    | 0                    |                      |
| 9º                   | 14                   | 0                    | 1                    | 1                    | 2                    |                      |
| 10º                  | 15                   | 1                    | 1                    | 1                    | 3                    |                      |
| 11º                  | 16                   | 1                    | 1                    | 0                    | 2                    |                      |
| 12º                  | 17                   | 0                    | 1                    | 0                    | 1                    |                      |
| 13º                  | 18                   | 2                    | 0                    | 1                    | 3                    |                      |
| 14º                  | 19                   | 0                    | 0                    | 0                    | 0                    |                      |
| 15º                  | 20                   | 1                    | 1                    | 1                    | 3                    |                      |
| 16º                  | 21                   | 1                    | 0                    | 0                    | 1                    |                      |
| Totale               | Totale               | 7                    | 6                    | 6                    | 19                   |                      |

| Genere | Oro | Argento | Bronzo | Totale |
| Uomini | 5   | 5       | 4      | 14     |
| Donne  | 2   | 1       | 2      | 5      |
| Totale | 7   | 6       | 6      | 19     |

### Medagliere per disciplina
| Sport        | Oro | Argento | Bronzo | Totale |
| ------------ | --- | ------- | ------ | ------ |
| Beach volley | 1   | 1       | 0      | 2      |
| Judo         | 1   | 0       | 2      | 3      |
| Atletica     | 1   | 0       | 0      | 1      |
| Calcio       | 1   | 0       | 0      | 1      |
| Pallavolo    | 1   | 0       | 0      | 1      |
| Pugilato     | 1   | 0       | 0      | 1      |
| Vela         | 1   | 0       | 0      | 1      |
| Canottaggio  | 0   | 2       | 1      | 3      |
| Ginnastica   | 0   | 2       | 1      | 3      |
| Tiro         | 0   | 1       | 0      | 1      |
| Nuoto        | 0   | 0       | 1      | 1      |
| Taekwondo    | 0   | 0       | 1      | 1      |
| Totale       | 7   | 6       | 6      | 19     |

### Medaglie d'oro
| Medaglia | Nome | Sport            | Evento                    |
| -------- | --- | ---------------- | ------------------------- |
| Oro      | Rafaela Silva | Judo             | 57 kg femminile           |
| Oro      | Thiago Braz da Silva | Atletica leggera | Salto con l'asta maschile |
| Oro      | Robson Conceição | Pugilato         | Pesi leggeri maschile     |
| Oro      | Martine Grael Kahena Kunze | Vela             | 49erFX                    |
| Oro      | Alison Cerutti Bruno Schimdt | Beach volley     | Beach volley maschile     |
| Oro      | Weverton Zeca Rodrigo Caio Marquinhos Renato Augusto Douglas Santos Luan Vieira Rafinha Gabriel Barbosa Neymar Gabriel Jesus Walace William Luan Garcia Rodrigo Dourado Thiago Maia Felipe Anderson Uilson | Calcio           | Calcio maschile           |
| Oro      | Bruno de Rezende Éder Carbonera Wallace de Souza William Arjona Sérgio dos Santos Luiz Fonteles Maurício de Souza Douglas de Souza Lucas Saatkamp Evandro Guerra Ricardo Lucarelli Maurício Silva          | Pallavolo        | Pallavolo maschile        |

### Medaglie d'argento
| Medaglia | Nome                             | Sport        | Evento                                   |
| -------- | -------------------------------- | ------------ | ---------------------------------------- |
| Argento  | Felipe Wu                        | Tiro         | Pistola 10 metri aria compressa maschile |
| Argento  | Diego Hypólito                   | Ginnastica   | Corpo libero maschile                    |
| Argento  | Arthur Zanetti                   | Ginnastica   | Anelli                                   |
| Argento  | Isaquias Queiroz                 | Canoa/kayak  | C1 1000 metri maschile                   |
| Argento  | Ágatha Bednarczuk Bárbara Seixas | Beach volley | Torneo femminile                         |
| Argento  | Isaquias Queiroz Erlon Silva     | Canoa/kayak  | C2 1000 metri maschile                   |

### Medaglie di bronzo
| Medaglia | Nome             | Sport       | Evento                |
| -------- | ---------------- | ----------- | --------------------- |
| Bronzo   | Mayra Aguiar     | Judo        | 78 kg femminile       |
| Bronzo   | Rafael Silva     | Judo        | +100 kg maschile      |
| Bronzo   | Arthur Mariano   | Ginnastica  | Corpo libero maschile |
| Bronzo   | Poliana Okimoto  | Nuoto       | 10 km femminili       |
| Bronzo   | Isaquias Queiroz | Canoa/kayak | C1 200 metri maschile |
| Bronzo   | Maicon Siqueira  | Taekwondo   | +80 kg maschile       |

### Plurimedagliati
| Nome             | Sport       | Oro | Argento | Bronzo | Totale |
| ---------------- | ----------- | --- | ------- | ------ | ------ |
| Isaquias Queiroz | Canottaggio | 0   | 2       | 1      | 3      |

## Atletica
Il Brasile ha qualificato a Rio i seguenti atleti:
- 1500 m maschili - 1 atleta (Thiago do Rosario Andre)
- Salto con l'asta maschile - 1 atleta (Thiago Braz Da Silva)
- Staffetta 4x100 m maschile
- Staffetta 4x100 m femminile
- Staffetta 4x400 m maschile
- Staffetta 4x400 m femminile

## Nuoto
| Atleta                                                           | Evento                    | Batterie | Batterie   | Semifinali      | Semifinali      | Finale          | Finale          |
| Atleta                                                           | Evento                    | Tempo    | Classifica | Tempo           | Classifica      | Tempo           | Classifica      |
| ---------------------------------------------------------------- | ------------------------- | -------- | ---------- | --------------- | --------------- | --------------- | --------------- |
| Daynara de Paula                                                 | 100 m farfalla            | 57"92    | 14ª C      | 58"65           | 16ª             | non qualificata | non qualificata |
| Daiene Dias                                                      | 100 m farfalla            | 58"15    | 15ª C      | 58"52           | 14ª             | non qualificata | non qualificata |
| Joanna Maranhão                                                  | 400 m misti               | 4:38"88  | 15ª        | N.D.            | N.D.            | non qualificata | non qualificata |
| Larissa Oliveira Etiene Medeiros Daynara de Paula Manuella Lyrio | 4×100 m libero            | 3:39"40  | 11ª        | N.D.            | N.D.            | non qualificata | non qualificata |
| Etiene Medeiros                                                  | 100 metri dorso femminili | 1'01"70  | 25ª        | non qualificata | non qualificata | non qualificata | non qualificata |

| Atleta            | Evento       | Batterie | Batterie   | Semifinali | Semifinali | Finale          | Finale          |
| Atleta            | Evento       | Tempo    | Classifica | Tempo      | Classifica | Tempo           | Classifica      |
| ----------------- | ------------ | -------- | ---------- | ---------- | ---------- | --------------- | --------------- |
| Brandonn Almeida  | 400 m misti  | 4:17"25  | 15ª        | N.D.       | N.D.       | non qualificato | non qualificato |
| Luiz Altamir Melo | 400 m libero | 3:50"82  | 32ª        | N.D.       | N.D.       | non qualificato | non qualificato |
| Felipe França     | 100 m rana   | 59"01    | 3ª C       | 59"35      | 6ª C       | 59"38           | 7ª              |
| João Gomes        | 100 m rana   | 59"46    | 8ª C       | 59"40      | 7ª C       | 59"31           | 5ª              |

## Tiro con l'Arco
Il Brasile, in qualità di paese ospitate, ha qualificato a Rio:
- Individuale maschile - 3 atleti
- Individuale femminile - 3 atleti
- Prova a squadre maschile - 1 squadra
- Prova a squadre femminile - 1 squadra